# ماريا بيريز فرنانديز
ماريا بيريز فرنانديز (بالإسبانية: María Pérez Fernández)‏ (28 مارس 1987 في إسبانيا - ) هي لاعبة كرة قدم إسبانية في مركز الهجوم. لعبت مع ASD FC Sassari Torres Femminile ‏ وLevante UD Femenino ‏ وÞór Akureyri ‏ ونادي سرقسطة لكرة القدم للسيدات وReal Oviedo (women) ‏.